# Тоскский диалект албанского языка
Тоскский диалект албанского языка (албан. toskërisht) — диалект албанского языка, употребляющийся на юге Албании тосками. Другой диалект — гегский — употребляется к северу от реки Шкумбини. На тоскском диалекте основан литературный албанский язык.